# Ipimorpha vetula
Ipimorpha vetula là một loài bướm đêm trong họ Noctuidae.